# 群巴克镇
群巴克镇，是中华人民共和国新疆维吾尔自治区巴音郭楞蒙古自治州轮台县下辖的一个乡镇级行政单位。

## 行政区划
群巴克镇下辖以下地区：
迪那买里村、阿拉萨依村、克什勒克阿热勒村、依格孜玉依村、诺侨喀村、恰先拜村和阿克亚村。